# Максинчак, Йозеф
Йозеф Максинчак (нем. Josef Maxintsak, венг. Maxincsak; 7 мая 1848, Прага — 19 декабря 1908) — австрийский скрипач и альтист.
Окончил Венскую консерваторию, ученик Йозефа Хельмесбергера. В 1870—1898 гг. скрипач в оркестре Венской придворной оперы. В 1880—1890 гг. альтист Квартета Хельмесбергера.
С 1878 г. и до конца жизни профессор скрипки в Венской консерватории. Среди его учеников наиболее известен Карл Флеш, вспоминавший:

Он был жёстким, несдержанным и предельно вспыльчивым учителем, но при всём своём безразличии к смычковой технике он был необычайно чувствителен к интонации и всяческим ритмическим материям. Моё сверхчувствительное ухо <…> — по большей части его работа, за что я и остался ему благодарен на всю жизнь, хотя лишь в зрелые годы я осознал то решающее влияние, которое он тем самым оказал на становление моего мастерства; в моём первоначальном восприятии его наставничество казалось не особенно артистичным и не особенно изобретательным.